# August Lundskog
August Lundskog, född den 28 december 1847 i Skee församling, Göteborgs och Bohus län, död den 25 april 1925 i Getinge församling, var en svensk präst. 
Lundskog blev student vid Lunds universitet 1872. Han var vikarierande lektor vid Falu högre allmänna läroverk 1876–1877 och vikarierande adjunkt där 1877–1879. Lundskog var adjunkt vid Folkskollärarinneseminariet i Falun 1879–1896. Han prästvigdes 1880 och var ordinarie pastorsadjunkt och lasarettspredikant i Falun 1880–1896 och fattighuspredikant där 1881–1896. Lundskog var kyrkoherde i Getinge och Rävinge församlingar från 1895 (med tillträde följande år). Han blev ledamot av Nordstjärneorden 1917. Lundskog är begravd på Getinge kyrkogård.